# Saint-Aignan-des-Gués
Saint-Aignan-des-Gués település Franciaországban, Loiret megyében. Lakosainak száma 291 fő (2018. január 1.). Saint-Aignan-des-Gués Bouzy-la-Forêt, Bray-en-Val, Saint-Benoît-sur-Loire és Saint-Martin-d’Abbat községekkel határos.

## Népesség
A település népessége az elmúlt években az alábbi módon változott:
| Lakosok száma | 186  | 211  | 260  | 268  | 287  | 342  | 341  | 335  | 293  | 291  |
|               | 1968 | 1975 | 1982 | 1990 | 1999 | 2011 | 2013 | 2015 | 2017 | 2018 |